# 平成超人七號系列作品
《平成超人七號系列》（日语：平成ウルトラセブン)，是日本圆谷制作公司於1994年至2002年期間製作，總計16集OV形式發行的劇集作品。為1967年特攝電視劇《超人七號》的系列衍生作品。
該企劃最初是在1994年以電視單元劇特別節目方式開始的，後因應《超人七號》30週年，而在1998年與1999年分別製作了紀念3部曲、最終六部曲系列，表面上結束了整個系列。然而在2002年，為了慶祝《超人七號》35週年，因而推出《EVOLUTION》成為最終六部曲的直接後續，並將《平成超人七號系列》完結。

## 概要
本作是1981年《超人力霸王80》播映結束後由日本再度製作，並首次透過錄影帶販售方式發行的系列作品。是以1967年特攝劇集《超人七號》的近未來世界觀衍生發展的故事，與《超人力霸王》和《歸來的超人力霸王》的系列宇宙不同，在這個宇宙，超人七號被視為唯一曾來到地球的超人戰士，時間點則是設於電視版《超人七號》結局的30年後。
在日本泡沫經濟崩潰後，多數的映像作品皆開始被低預算製作，不過其中由森次晃嗣飾演的主角「諸星彈」則是在《超人力霸王雷歐》播畢20年後，再次回歸演出，同時在本作中也交代了一部分在原作登場的主要人物及部分隊員的下落。並延續原作理念衝突的戲劇性及黑暗寫實的道德質疑，及當代的環境問題及未來能源問題展開，並再次重現超人七號的雄姿。
此外本部作品並不是與歷代作品的協力公司TBS所造，而是與VAP和日本電視臺聯合製作，曾參與《電光超人古立特》的多名製作人員也參與進行拍攝本劇的工作。

本作共有四大系列所構成，製作的作品如下（按出版順序列出）:
電視特別篇
- 《 太陽能作戰》（ウルトラセブン 太陽エネルギー作戦）

1994年3月21日播出。
- 《 地球星人的大地》（ウルトラセブン 地球星人の大地）

1994年10月10日播出。
录影带首映作品
- 《 誕生30周年紀念3部曲》

1998年6月～8月發售，全3巻（共3話）。
- 《 1999最終章6部曲》

1999年7月～12月發售，全6巻（共6話）。
- 《 誕生35周年“EVOLUTION”5部曲》

2002年5月～9月發售，全5巻（共5話）。

## 故事大綱

### 電視特別篇
此特別篇作品為《太陽能作戰》和《地球星人的大地》，是與經濟產業省所轄的自然资源和能源局聯合製作，於1994年3月21日和10月10日在日本電視台首度播出。
太陽能作戰（太陽エネルギー作戦）
劇情衡接至《超人七號》結局之後，在超人七號離開地球的30年後，Ultraseven 在與外星人皮特的戰鬥中受傷後墜落於地球，而這時出席了地球環境保全委員會的古橋則帶領三名年輕成員組成了第二代超級警衛隊，卻遭遇到了超級太陽能設備的爆炸事故。而超級警備隊也隨即開始展開調查。
在某日夜裡，安娜的兒子意外在森林中目擊到了謎之少女與怪獸，在此同時，匹特星人展開了新的侵略計劃...
地球星人的大地（地球星人の大地）
在《太陽能作戰》事件不久後，北川市郊外的湖內突然出現了恐龍。於是超級警備隊將恐龍冷凍，請環境生態學的戶根崎教授進行調查。然而到了夜晚，恐龍卻突然消失。同時在戶根面前則出現了一對神秘男女，自稱是他們讓恐龍復活的。他們發明了理想的未來城市「生態都市」，希望幫助對地球環境惡化感到焦慮的戶根實現理想而協力，不過這卻是梅特龍星人的可怕陷阱...

### 紀念3部曲
1998年6月至8月發行。全3卷，以录影带首映形式發行。超人七號30周年作品。
採用公路電影風格類型製作，劇情衡接至《地球星人的大地》結局4年之後，失去記憶的諸星彈（超人七號）在梅特龍星人基地的爆炸中倖存下來，然而失憶的他則被村田母女找到並照顧。與此同時，古橋晉升為TDF參謀，而新一批超級警衛隊成員也在此時成立，回想起身為宇宙人的記憶後，彈協助新的超級警衛隊成員對抗來自外星的威脅，並與新生代的警衛隊成員風森正輝有了交集，更借用其身分進行事件的調查。在最終話中，則與升職到地球防衛軍參謀的古橋隊長再會。

### 最終章6部曲
1999年7月至12月發行。全6卷，以录影带首映形式發行。
故事開頭部分以古橋參謀的死亡為開端，並圍繞著由地球防衛軍展開的積極排外的防衛政策「友誼計劃」與地球人和外星人、以及地球人之間的對立和糾紛為話題展開。
因對於地球防衛軍「友誼計畫」忌憚之下，決定先下手為強讓防衛軍內部大亂的外星人，又使陰謀導致超級警衛隊互相殘殺，遭到控制的風森為了大義自願犧牲於諸星彈槍下，受其感動地的諸星彈（超人七號）將風森收納入治愈膠囊中，並再次變身為風森的樣子重新以超級警備隊隊員身份行動。最終話中透過地球原住民農馬爾特復活的古橋參謀向彈說明了真相，地球人祖先所犯下的大罪亦告白於天下，彈為了守護所愛的地球人，被迫做出悲傷的重大決定。最後在故事開頭裡作戰的地區與自己認定的奇蹟人風森告別，並承擔介入宇宙規則後的代價。

### EVOLUTION
2002年5月至9月發行。全5卷，以录影带首映形式發行。超人七號35周年作品。亦是平成超人七號中唯一諸星彈並未出場的故事。
劇情衡接至《我是地球人》結局5年之後，在本作中，七號因他保護地球人民免受宇宙規則的侵擾，而被M78星雲的同胞囚禁在馬頭星雲的黑暗中，在將自身的力量與保留在風森身上的超能力融合與風森一體化。與留在地球上的分身風森正輝合體，並再次回到地球的故事。
此時的風森已經離開超級警衛隊，但是故事的發展下他利用超人七號留在自身的些微力量，以局外人的身分為過往隊友解圍。在里美因事件犧牲，其靈魂與另個宇宙觀察員黃金龍的幫助下風森再次與七號建立了聯繫，並將七號從他的監獄中釋放出來，保護了植物生命體免受外星人和 TDF/超級警衛隊成員的傷害。最後發現人類永遠不會為了地球的未來而被拋棄（以及卡尔多星人為了自己的利益而偽造阿卡西記錄之後），風森/七號殺死了卡尔多星人以結束他的入侵計劃。將阿卡西記錄和植物生命體託付給超級警衛隊後，風森/七號與昔日的隊友分道揚鑣，踏上了旅行。

## 用語解說
地球防衛軍
簡稱T.D.F (Terrestrial Defense Force) 旨在用於保衛地球、不受宇宙人侵略而設立的組織，總部設在巴黎，
除了控制亞洲地區，位於富士山腳的遠東基地外，它還在華盛頓，莫斯科，倫敦，柏林，北極，雪梨和開羅設有分支機構，並在六甲山防務中心設有分支機構。是地球防禦部隊的國際會議中心， :此外，它擁有諸如南極科學中心等負責新技術研發的空間站，V1至V3空間站以及月球基地等設施。
在《EVOLUTION》中，因宇宙人勾結逐漸控制了地球防衛軍的領導權，從而最終導致了地球防衛軍的滅亡。
超級警備隊「U.G」
隸屬於地球防衛軍，是為了保護地球防止侵略者的入侵而所組織遠東支部特殊部隊，擁有強大的軍事實力，原第二批團隊共為4人，第三批團隊則為6人。
在《EVOLUTION》中，由於基地與地球防衛軍遠東支部基地遷移出了富士山腳。期間多次被地球防衛軍勒令解散，但實際上則持續秘密活動。
友誼計劃
在《最終章6部作》中，地球防衛軍聲稱人類在宇宙各個星球設立工作站，用於向宇宙發出友好訊息的外交計畫。實際是為了防止地球被宇宙人侵略，一旦發現宇宙中存在高智慧生物，便使用導彈炸毀其居住的星球。
歐米茄檔案（オメガファイル）
在《最終章6部作》中，地球防衛軍的絕密檔案，記錄宇宙人、怪獸的訊息，還記載了人類很久以前的歷史。
在設定中，原《超人七號》登場的桐山薰因對地球原住民儂馬特感到懷疑而想了解歐米茄檔案不為人知的秘密，因而遭到地球防衛軍秘密暗殺，桐山薰的相關檔案也遭到抹除。

## 登場角色

### 主要演員列表
電視特別篇
- 古橋茂：毒蝮三太夫
- 加治：影丸茂樹（日语：影丸茂樹）
- 東鄉：松山鷹志（日语：松山鷹志）
- 莉莎：鈴木亜美
- 超人七號：高橋和司（日语：高橋和司）、大滝明利（日语：大滝明利）（太陽能作戦）、岡野弘之（日语：岡野弘之）（地球星人の大地）
- 艾雷王：横尾和則（日语：横尾和則）、三宅敏夫（日语：三宅敏夫）、岡野弘之
- 匹特星人：梛野素子（日语：梛野素子）、吉尾亜希子（日语：吉尾亜希子）
- 梅特龍星人：横尾和則
- 恐龍：岡野弘之
- 旁白：森次晃嗣（太陽能作戦）、浦野光（地球星人的大地）
- 諸星彈：森次晃嗣

特別三部曲
- 古橋茂：毒蝮三太夫
- 諸星彈、旁白：森次晃嗣
- 風森正輝：山﨑勝之（日语：山﨑勝之）
- 白銀三四郎：南条弘二（日语：南条弘二）
- 志摩圭介：正岡邦夫（日语：正岡邦夫）
- 水野琢磨： 古賀亘（日语：古賀亘）
- 早川里美：鵜川薫（日语：鵜川薫）
- 本城留美：足立理惠子（日语：あだち理絵子）
- 超人七號：横尾和則（日语：横尾和則）（第1話）、北岡龍貴（日语：北岡龍貴）（第2、3話）
- 维耶尔星人：北岡久貴、横尾和則（日语：横尾和則）
- 嘎次星人：横尾和則
- 萨尔菲斯、班德拉斯：岡野弘之（日语：岡野弘之）

1999最終章6部作
- 竹中參謀：佐原健二
- 加治参謀：影丸茂樹
- 防衛軍参謀：諏訪太朗（日语：諏訪太朗）、中野剛（日语：中野剛）、野口雅弘（日语：野口雅弘 (俳優)）
- 超人七號：岡野弘之（第1ー3話）、北岡久貴（第4ー6話）
- 瓦尔基里星人、伯拉裘、米克拉斯：横尾和則
- 大鉄塊：伊東丈典（日语：伊東丈典）
- 大龍海：藤本幸太郎
- 喬王、扎班吉：外島孝一（日语：外島孝一）
- 溫達姆：横尾和則（第3話）、山本諭（日语：山本諭）（第6話）

"EVOLUTION"5部作
- 如月雪：勝村美香（日语：勝村美香）
- 田代 /卡爾多星人：関智一
- 稲垣參謀：野口雅弘
- 西條参謀：西守正樹（日语：西守正樹）
- 諏訪将校：神威杏次（日语：神威杏次）
- 美津子：奈良沙緒理
- 超人七號：山本諭
- 貝加薩星人：外村ひろき
- 戈德拉星人、ガルト星人：平井敬太
- 龐敦王、加莫斯：横尾和則

## 劇集列表
| 電視特別篇                         | 電視特別篇 | 電視特別篇              | 電視特別篇                                                       | 電視特別篇 | 電視特別篇 | 電視特別篇 | 電視特別篇                   |
| 放送日期                           | 話         | 標題                    | 登場怪獣・宇宙人                                                 | 演員 | 監督       | 特攝監督   | 脚本                         |
| ---------------------------------- | ---------- | ----------------------- | ---------------------------------------------------------------- | --- | ---------- | ---------- | ---------------------------- |
| 1994年 3月21日                     | 1          | 超人七號 太陽能作戰     | 變身怪人匹特星人 宇宙怪獣艾雷王                                  | - 少女：實佳 - 楠原彈：青木海 - 俊子：澤口遥 - 楠原安娜：菱美百合子 - 相模副長官：松熊信義 - 住吉委員長：伊藤紘 - 第17支部格納庫隊員：松岡稜士、三宅敏夫 - 大瀧主任：大滝明利 - 操作員：倉光伸枝 - 防衛軍隊員：右田昌万 - 特別出演 - 竹內仁：竹內均 - 黑部進：黑部進 - 西條康彥：西條康彦 - 櫻井博子：櫻井浩子 - 佐原長官：佐原健二 - 二平正成：二瓶正也 - 吉田特米：吉田照美 - 圓谷登：圓谷皋 - 楠原博士：荻島真一 | 神澤信一   | 神澤信一   | 右田昌万                     |
| 10月10日                           | 2          | 超人七號 地球星人的大地 | 幻覺宇宙人梅特隆星人                                             | - 利崎教授：圓谷浩 - 詩織里美：土家里織 - 野口：渡辺成紀 - 謎之男 /梅特隆星人：神威杏次 - 謎之女 /梅特隆星人：梛野素子 - 指揮官：大滝明利 - 肥後：諏訪太郎 - 釣魚的人：打出親五 | 神澤信一   | 神澤信一   | 右田昌万                     |
| 超人七號誕生30周年記念3部作        |            |                         |                                                                  | |            |            |                              |
| 發售日期                           | 話         | 標題                    | 登場怪獣・宇宙人                                                 | 演員 | 監督       | 特攝監督   | 脚本                         |
| 1998年 6月5日                      | 1          | 失去的記憶              | 洗腦宇宙人維耶爾星人                                             | - 村田恭子：大塚良重 - 吉永助教授：野田よしこ - 村田麗：清水香里 - 維耶爾星人：大島万記子 - 技術城市理事長：夷正信 - 森永医師：谷本一 - 入院患者：外島孝一 - 維耶爾星人（聲演）：大場真人 | 神澤信一   | 神澤信一   | 神澤信一                     |
| 7月5日                             | 2          | 永遠的地球              | 分身宇宙人嘎次星人 硫黄怪獣萨尔菲斯                              | - 夏美：菅原晶子 - 青年：菅原卓幸、牧剛、村口千尋 - 竹内教授：堀克利 - 武田信人：岩崎力 - 司機：小鷲佳敬 - 防衛軍補佐：明石知也 - 硫黄人間：右田昌万 - TDF隊員：神澤信一 - 嘎次星人（聲演）：佐藤正治 | 神澤信一   | 神澤信一   | 武上純希                     |
| 8月5日                             | 3          | 太陽的背信              | 太陽獣班德拉斯                                                   | - 稲田.影二朗：相馬剛三 - 秦：宮坂健一 - 瑪莉：河合美佳 - 大地：杉浦由之 - 農夫：飯塚俊太郎 - 義江：大地輪子 - 青年：大久保乃武夫 - 老人：打出親五 - 班德拉斯（聲演）：萬野展 | 高野敏幸   | 神澤信一   | 右田昌万                     |
| 超人七號1999最終章6部作            |            |                         |                                                                  | |            |            |                              |
| 發售日期                           | 話         | 標題                    | 登場怪獣・宇宙人                                                 | 演員 | 監督       | 特攝監督   | 脚本                         |
| 1999年 7月7日                      | 1          | 榮光與傳説              | 寄生生命體阿克雷星人                                             | - 今成新一：亀山忍 - 友誼3號太空人：町田真一、小野日路美、北岡龍貴 - 月球基地隊員：福田佳弘 - 操作員：山本卓也 - 調查人員：中田敦夫 - 新一的妻子：坪井雅子 - 關東煮店員：打出親五 - 阿克雷星人（聲演）：大場真人 - 特別出演 - 記者：小倉一郎 - 主播：町亞聖 | 神澤信一   | 神澤信一   | 神澤信一 武上純希            |
| 8月5日                             | 2          | 飛在空中的大鐵塊        | 歸化宇宙人克魯星人 宇宙昆蟲加洛星人 大鐵塊                       | - 早川一郎：並樹史郎 - 早川里美（少女期）：嘉部彩加 - 阿姨：宮內優子 - 謎之男：大滝明利 - 青年：三村幸司、外島孝一、瀬間由香 - 邊見芳哉/克魯星人：赤星昇一郎 | 神澤信一   | 満留浩昌   | 武上純希 お〜いとしのぶ      |
| 9月5日                             | 3          | 果實成熟之日            | 犯罪宇宙人雷莫裘星系人 伯拉裘 膠囊怪獸溫達姆                     | - 雷莫裘星系人：掛田誠 - 倉庫番：浜田道彦 - 記者：大矢枝里香 - 大野山：松田章 - 警備員：北村隆幸 - 入店行竊的女高中生：菅原恵里 - 雷莫裘星系人蓋爾：高橋和興 - 雷莫裘星系人普安特 /葉室紗子：宮内知美 | 高野敏幸   | 高野敏幸   | 右田昌万                     |
| 11月5日                            | 4          | 約定的結束              | 時空怪獣 大龍海                                                  | - 乙姫（姐妹）：田中規子 - 角野（亀）：伊藤隆 - 浦島太郎（青年）：李鐘浩 - 西崎総合病院醫師：春日士郎 - 店鋪老闆娘：川口節子 - 子供：上條誠 - 浦島太郎（老人）：草薙幸二郎 | 神澤信一   | 神澤信一   | 太田愛                       |
| 12月5日                            | 5          | 仿人                    | 喬王                                                             | - 金光遙：原史奈 - 金光洋子：風祭由紀 - 金光彈：風見章 - 参謀：吉田吉輝 - 池田社長：鹿島信哉 - 池田悅：木村夏江 - 大塚刑事：宮坂博 - 金光的秘書：穂積美幸 - 主任：右田昌万 - 金光豐：河西健司 | 高野敏幸   | 満留浩昌   | 右田昌万 原案：秋廣泰生      |
| 12月31日                           | 6          | 我是地球人              | 地球原人农马尔特 守護神獣扎班吉 膠囊怪獸溫達姆 >膠囊怪獸米克拉斯 | - 伊集院保安部長：瀬木一将 - 农马尔特人：渡邊典子 | 神澤信一   | 満留浩昌   | 武上純希                     |
| 超人七號誕生35周年“EVOLUTION”5部作 |            |                         |                                                                  | |            |            |                              |
| 發售日期                           | 話         | 標題                    | 登場怪獣・宇宙人                                                 | 演員 | 監督       | 特攝監督   | 脚本                         |
| 2002年 5月22日                     | 1          | EPISODE：4 純真         | 植物生命体 双頭合成獣庞敦                                        | - 老人：小池榮 - 7歳的美津子：志田未来 - 植物生命体“ミツコ”：奈良沙緒理 | 高野敏幸   | 高野敏幸   | 奈良沙緒理 武上純希 神戸一彦 |
| 6月21日                            | 2          | EPISODE：1 黑暗之面     | 放浪宇宙人貝加薩星人                                             | - 村上：市村直樹 - 如月雪（少女期）：天貝早希 - 弘子老師：水谷真規子 - 小百合老師：櫻井浩子 - 貝加薩星人（聲演）：佐藤正治、外村弘樹 | 小原直樹   | 高野敏幸   | 神戸一彦                     |
| 7月24日                            | 3          | EPISODE：2 完美的世界   | 反重力宇宙人 戈德拉星人                                          | - 夾克男：周防進 - 白金的母親：天元文子 - 白金祥子：島崎路子 - 戈德拉星人（聲演）：鄉里大輔 | 小原直樹   | 高野敏幸   | 吉田伸                       |
| 8月21日                            | 4          | EPISODE：3 未知的天地   | 金屬宇宙人卡爾多星人 双頭合成獣庞敦                              | - 老僧：打出親五 - 少女：武井真生 - 少年：吉住将幸、荒井賢太 - 真由子：花水美遊 - 円盤竜（聲）：二又一成 | 小原直樹   | 高野敏幸   | 武上純希                     |
| 9月25日                            | 5          | EPISODE：5 阿卡西記錄   | 植物生命體 金屬宇宙人卡爾多星人 妖邪剛獸加莫斯                   | - 老僧：打出親五 - 運転手：鷹田善 - 旅館女老闆：冬雁子 - 警察：清水一男 - 医療関係者（声）：郷里大輔、佐藤正治、他 | 高野敏幸   | 高野敏幸   | 武上純希                     |

## 小說版
「ウルトラセブン EPISODE：0」（武上純希·著）
為「最終章」6部作的小說版，並增加了OV版未加入的故事，2002年5月由ソノラマ文庫（朝日ソノラマ）刊行。
「ウルトラセブン EVOLUTION」（武上純希·著）
為「EVOLUTION」5部作的小說版，內容與上部作品「EPISODE：0」有著關聯，2002年11月由ソノラマ文庫（朝日ソノラマ）刊行。

## 主題曲
電視特別篇和紀念3部曲
『ウルトラセブンの歌』（片頭曲）
作詞：東京一／作曲、編曲：冬木透／歌：みすず児童合唱団、ジ・エコーズ
『ウルトラセブンの歌 Version 2』（片尾曲）
作詞：東京一／作曲、編曲：冬木透／歌：みすず児童合唱団、ジ・エコーズ
最終章6部曲
『ウルトラセブンの歌99』（片頭曲）
作詞：東京一／作曲、編曲：冬木透／歌：佐々木功
『ウルトラセブンのバラード』（片尾曲）
作詞：佐々木功／作曲、編曲：冬木透／歌：佐々木功
EVOLUTION
『ウルトラセブンの歌99』リミックス版（片頭曲）
作詞：東京一／作曲、編曲：冬木透／歌：佐々木功
『ULTRA SEVEN 99』（片尾曲）
作詞：東京一/作曲、編曲：冬木透/歌：佐々木功／コーラス：石原慎一、風雅なおと、淵上祥人

## 映像化
從電視特別節目到『最終章6部曲』的DVD，於2000年4月21日到8月23日間進行販售，同時包含《我是地球人》的導演剪輯版本。
其中包含所有電視特輯和原創OV系列的DVD-BOX版，則是於2012年4月18日發行。